# Brøndbyvester Idrætsforening
Brøndbyvester IF var en dansk fodboldklub hjemmehørende i den københavnske forstad, Brøndbyvester. Klubben blev grundlagt den 1. februar 1909 af en gruppe bønder fra kommunerne Avedøre og Brøndbyerne. Klubben blev stiftet under navnet Gymnastikforeningen Fremad.
Allerede fra det første år blev der spillet fodbold i den nye klub, hvor spillerne selv investerede i både bolde og boldpumper, foruden at betale 50 kroner til gårdejeren Kort Kortsen for at måtte bruge en af hans marker til at spille på. Selvom fodbold var på programmet, blev det kun sporadisk spillet frem til en egentlig fodboldafdeling blev oprettet i 1933, og året efter meldte klubben sig ind i Sjællands Boldspil Union (SBU). Her blev det i 1941 til sejr i B-rækken, foruden senere sejre i A-rækken i 1953, 1954 og 1957.
Klubben blev opløst den 3. december 1964, da den sammen med Brøndbyøster IF gik sammen om at danne Brøndby IF. På dette tidspunkt var klubben placeret i SBU's serie 1.